# GBC 180
GBC180（ジェベセ サン・キャトル・ヴァン）はフランスのルノー社が開発し、フランス軍等が使用する軍用車両で、フランス陸軍において標準的な汎用トラック。

## 概要
主に輸送用途が多いが、レーダー積載型や、工兵器材搭載型、燃料輸送車等ファミリー化されている。また、特徴的な機能としてはフレックス燃料車として、灯油をディーゼル油の代わりに混用が可能な点がある。キャビン部は装甲化することが可能な措置が講ぜられている。
既に旧式化著しく、同じくルノー社で開発された後継車両となるTRMシリーズに更新されつつあるが、寿命延長措置により約10年ほど長く使用される模様である。